# Puszcza Mariańska (gromada)
Puszcza Mariańska – dawna gromada, czyli najmniejsza jednostka podziału terytorialnego Polskiej Rzeczypospolitej Ludowej w latach 1954–1972.
Gromady, z gromadzkimi radami narodowymi (GRN) jako organami władzy najniższego stopnia na wsi, funkcjonowały od reformy reorganizującej administrację wiejską przeprowadzonej jesienią 1954 do momentu ich zniesienia z dniem 1 stycznia 1973, tym samym wypierając organizację gminną w latach 1954–1972.
Gromadę Puszcza Mariańska siedzibą GRN w Puszczy Mariańskiej utworzono – jako jedną z 8759 gromad na obszarze Polski – w powiecie skierniewickim w woj. łódzkim, na mocy uchwały nr 39/54 WRN w Łodzi z dnia 4 października 1954. W skład jednostki weszły obszary dotychczasowych gromad Puszcza Mariańska, Wólka Korabiewicka, Wola Polska, Nowa Huta, Biernik Towarzystwo, Biernik Włościański, Zadworze, Wygoda, Chrząszczew, Wilczynek, Olszanka, Marianów, Michałów, Zator, Budy Zaklasztorne i Długokąty ze zniesionej gminy Puszcza Mariańska w tymże powiecie. Dla gromady ustalono 21 członków gromadzkiej rady narodowej.
1 stycznia 1959 do gromady Puszcza Mariańska przyłączono obszar zniesionej gromady Korabiewice oraz wieś Łajszczew Nowy i wieś Staropol A ze zniesionej gromady Lisowola.
31 grudnia 1959 do gromady Puszcza Mariańska przyłączono obszar zniesionej gromady Aleksandria.
Gromada przetrwała do końca 1972 roku, czyli do kolejnej reformy gminnej. 1 stycznia 1973 w powiecie skierniewickim reaktywowano gminę Puszcza Mariańska (od 1999 gmina leży w powiecie żyrardowskim w woj. mazowieckim).